# Sapwuahfik
Sapwuahfik (ou Sapwuafik, ancienne Ngatik) est un atoll des îles Carolines. C'est une municipalité des îles extérieures de Pohnpei, dans l'État de Pohnpei, un des États fédérés de Micronésie. Également connu comme Los Valientes, Seven Islands ou bien Islas de la Passion, l'atoll aurait été « découvert » en 1773 par Felipe Tompson.

## Géographie

### Topographie
L'atoll, situé à 160 km de Pohnpei, est composé d'une dizaine d'îlots et a une superficie de 1,6 km². La population est de 456 personnes en 2010 (en baisse par rapport à 2000) et vit sur l'îlot Ngatik. La langue qui y est parlée est le créole ngatik ainsi que l'anglais.

### Démographie
| 1900       | 1910       | 1920 | 1925 | 1930 | 1935 | 1958 | 1967 |
| ---------- | ---------- | ---- | ---- | ---- | ---- | ---- | ---- |
| 240 (est.) | 250 (est.) | 273  | 281  | 278  | 295  | 298  | 401  |

| 1970 | 1973 | 1980 | 1985 | 1994 | 2000 | 2010 | - |
| ---- | ---- | ---- | ---- | ---- | ---- | ---- | - |
| 451  | 408  | 560  | 564  | 603  | 640  | 456  | - |

## Le massacre de Ngatik
En 1837, l'équipage du navire commercial britannique Lampton, massacra systématiquement presque tous les habitants de façon à y récupérer des carapaces de tortues marines, sans en être empêchés comme l'année précédente. L'île a été repeuplée par des hommes de l'équipage et des femmes de Pohnpei, ce qui explique le créole ngatik.